# Raúl Rodríguez Fernández
Raúl Iván Rodríguez Fernández (Albacete, 29 de julio de 1975) es un deportista español que compite en parapente acrobático, tetracampeón del mundo (2006 –triple medalla de oro– y 2016) y medalla de oro en los Juegos Aéreos Mundiales de 2009. En la modalidad de cross country obtuvo dos medallas de plata en los Juegos Aéreos Mundiales de 1997. Está considerado como uno de los fundadores del parapente acrobático moderno.

## Biografía
Nació en Albacete el 29 de julio de 1975. Hijo de un instructor de parapente, comenzó a volar a los 12 años. Entre 1992 y 2001 participó en competiciones de cross country obteniendo dos medallas de plata en los Juegos Aéreos Mundiales de 1997 en Turquía, momento en el que dedicó su carrera al parapente acrobático. Inventor de muchas figuras acrobáticas como el Infinity Tumbling o el SAT, formó, con su primo Horacio Llorens o su hermano Félix Rodríguez, dos leyendas de este deporte, el primer equipo mundial de parapente acrobático: el SAT (Safety Acro Team).
En 2006 se proclamó triple campeón del mundo de parapente acrobático en las modalidades de solo, sincronizado y por equipos. En los Juegos Aéreos Mundiales de 2009 en Turín (Italia) se colgó el oro en sincronizado. En 2016 se volvió a coronar campeón del mundo en sincronizado. A lo largo de su carrera ha logrado 5 medallas de oro y 3 medallas de plata en Campeonatos del Mundo, 24 podios en Copas del Mundo y ha sido 9 veces campeón del circuito de la Copa del Mundo. Es poseedor de numerosos récords de la especialidad. En 2008 lanzó su propia marca de parapente: RR Acrowings.